# 民間科学捜査員・桐野真衣シリーズ
『民間科学捜査員・桐野真衣シリーズ』は、秦建日子のミステリー小説シリーズ。

## 原作概要
人生のドン底に落とされた理系女子が再就職で飛び込んだのは民間科学捜査研究所。彼女は高度な科学捜査手法と個性的な感覚・洞察力で殺人事件に挑む。 

### 書誌情報
- 殺人初心者 民間科学捜査員・桐野真衣（2013年、文春文庫）
- 冤罪初心者 民間科学捜査員・桐野真衣（2015年、文春文庫）
- 殺人初心者 民間科学捜査員・桐野真衣（作画：瓦屋根、2015年、朝日新聞出版） 全2巻

## 登場人物

### 神田法科学捜査研究所
桐野真衣（きりの まい）
神田法科学捜査研究所の科学捜査員。32歳。元は殺虫剤メーカーの企画開発研究室に勤め、「ダニL」というダニ駆除商品を開発していたが、婚約者である松島一郎（まつしま いちろう）との婚約を解消され、マンションを衝動買いした直後にリストラされた。松島の妹で警視庁科学捜査研究所で科学捜査官をしている松島ゆかりに神田法科学捜査研究所を紹介され、再就職した。『冤罪初心者』では研究所の業績が落ちてきていることから再びリストラ危機に陥っている。
緋村数記（ひむら かずき）
神田法科学捜査研究所の科学捜査員で研究所ではチーフを務める。元々は警視庁科学捜査研究所の研究員主任であったが捜査の方向性の違いから問題をおこし退職。梅原から引き抜かれるかたちで神田法科学捜査研究所に就職した。面長な輪郭に、二重のくっきりとした切れ長の目、すっと通った鼻筋に適度な厚みのほどよい大きさの唇を持つ、高身長で長い手足、細身で筋肉質、無精髭が程よいワイルドさを醸し出していると作中では紹介されており、左手にはクラシック・オーケストラの指揮棒を持っている。
梅原幸太郎（うめはら こうたろう）
神田法科学捜査研究所の所長で唯一の営業担当者。元警察官。警察を退職する際に科学捜査研究所のマニュアルを持ち出したり、指紋のデータベースを違法コピーしている。
朝倉健太（あさくら けんた）
神田法科学捜査研究所の科学捜査員。元警察官で警察官時代は交番勤務。警察官時代は体重が70kgであったが現在は100kg近くに達しており、真衣からは相撲取りのような巨漢と表現されている。

### 警視庁
松島ゆかり（まつしま ゆかり）
警視庁科学捜査研究所の科学捜査員。桐野の元婚約者の妹である。スレンダーで程よいふくよかさを持つ美人。
藤城誠一（ふじしろ せいいち）
警視庁捜査一課係長。35歳。192cmの高身長を持ち、学生時代はラグビーの日本代表候補になったこともある。幼い頃から背は高く筋肉質で幼稚園から慶応学舎に通うスポーツ万能で学業も優秀な刑事。松島ゆかりに対して恋心を抱いている。鑑識の盛に対しては意地が汚いと嫌っている。
盛敏明（もり としあき）
警視庁鑑識課課長。既婚者で2人の娘がいる。157cmと慎重が低く、頭髪の薄い、腹の出た中年男。また妻と娘も同じように背が低く太っているため藤城からは「マトリョーシカ」のようだと表現されている。緋村が科捜研にいたときに殴られたときから鼻が少しだけ潰れているため、四六時中、右手中指を鼻の頭に当てるのが癖になっている。科捜研の松島が現場に臨場するのを持ち場を踏み荒らされるような気持ちになるとして快く思っていない。
岩槻（いわつき）
警視庁捜査一課課長。
春日部（かすかべ）
「殺人初心者」に登場した警視庁台東南警察署の刑事。藤城よりもいくらか年上であると思われる。細身で痩せ型で白髪混じりの角刈り。

### 「殺人初心者」登場人物
飯塚憲一（いいつか けんいち）
飯塚紡績社長。
狭山隆（さやま たかし）
飯塚紡績営業部長。部下の大量のリストラに反対して社長と対立していた。
狭山由海（さやま ゆみ）
狭山隆の妻でフリースクールの非常勤講師。旧姓は鹿間（しかま）。

## テレビドラマ
『民間科捜研 桐野真衣の殺人鑑定』のタイトルで2016年3月14日にTBSテレビの月曜ゴールデンで放送された。
原作は第1作「殺人初心者 民間科学捜査員・桐野真衣」で、撮影は2014年1月に行われた。撮影終了後ストックになっている間に、出演者の今井雅之が2015年5月28日に死去したことから、番組エンディングでお悔みのメッセージが伝えられた。 

### キャスト
- 桐野真衣 - 国仲涼子
- 緋村数記 - 細川茂樹
- 松島ゆかり - 山口紗弥加
- 盛敏明 - 今井雅之
- 藤城誠一 - 浜田学
- 朝倉健太 - 宮田俊哉
- 梅原幸太郎 - 渡辺いっけい
- 飯塚憲一 - 下條アトム
- 矢埜吾郎 - 清水章吾
- 飯塚高子 - 根本りつ子
- 狭山由海 - 伊藤裕子
- 春日部文昭 - 寺十吾
- 嘉川弘志 - 池田一真
- 佐藤綾乃 - 西慶子
- 狭山隆 - 浜田大介
- 永田彬、水谷果穂、松尾薫、熊崎風斗 ほか

### スタッフ
- 原作・脚本 - 秦建日子
- 演出 - 村松弘之
- 監修 - 法科学鑑定研究所（山崎昭、古山翔平）
- VFX - 斉藤隆明
- CG - 近藤勇一
- 助監督 - 坂梨公紀
- スタントコーディネーター - 深作覚
- 技術協力 - アップサイド、サウンドライズ
- 美術協力 - 京映アーツ
- TBS編成企画 - 時松隆吉、吉本香苗
- プロデューサー - 山崎倫明
- 製作 - TBSテレビ、東宝